# Edin Višća
Edin Višća, född 17 februari 1990 i Olovo, Jugoslavien (nuvarande Bosnien och Hercegovina), är en bosnisk fotbollsspelare. Han spelar för närvarande i den turkiska klubben İstanbul Başakşehir och i det bosniska landslaget, som mittfältare.

## İstanbul BB
10 augusti 2011 skrev Edin Višća på ett kontrakt med Istanbul BB.

## Landslagskarriär
Višća har spelat i Bosniens U-21 landslag och i A-landslaget sedan 2010.